# Johan Stjernen
Johan Stjernen ist ein ehemaliger norwegischer Skispringer.
Stjernen bestritt in der Weltcup-Saison 1983/84 seine einzigen zwei Weltcup-Springen. Dabei konnte er am 11. Januar 1984 in Cortina d’Ampezzo mit dem 10. und am 6. März 1984 in Falun mit dem 11. Platz jeweils Weltcup-Punkte gewinnen und beendete die Saison auf dem 38. Platz in der Weltcup-Gesamtwertung.